# Dragonball: Evolúció
A Dragonball: Evolúció (eredeti címén Dragonball Evolution) 2009-ben bemutatott amerikai akciófilm, amely a japán Dragon Ball című manga alapján készült. Rendezője James Wong, producere Stephen Chow, főszereplői pedig Justin Chatwin, James Marsters, Jamie Chung, Emmy Rossum, Park Joon Hyung és Chow Yun-fat.

## Cselekmény
|  | Alább a cselekmény részletei következnek! |

Az iskolában Gokunak (Justin Chatwin) nincs barátja, a diákok kiközösítik, amiért más, mint ők. Goku-t otthon nagyapja (Randall Duk Kim) tanítja a harcművészetre. Születésnapjára egy sárkánygömböt ajándékoz neki, melyből csak hét darab található a világon, és aki megtalálja mindet, teljesül egy kívánsága.
Piccolo (James Marsters), akit kétezer éve a Mahfuba varázslattal száműztek a Föld mélyére, mert egész világokat pusztított el, visszatért, hogy megszerezze a gömböket. Segítőjével, Mai-val (Eriko Tamura) Goku nagyapjához is eljut a gömbért, aki halálos sérülést szenved. Halála előtt elmondja Gokunak, hogy neki kell megszereznie két héten belül a sárkánygömböket, hogy elűzhesse újra Piccolót és szolgáját, Oozaru-t. Ehhez előbb meg kell keresnie Roshi mestert (Chow Yun-fat). Bulma Briefs (Emmy Rossum) szintén a gömböket keresi, ám nem ismeri funkciójukat, csak azért kutatja azokat, hogy energiaforrássá alakítsa őket. Csatlakozik hozzájuk Yamcha is, együtt folytatják a kutatást, és egyre több ellenséggel találják szembe magukat. Toi San-ba tartanak, ahol Roshi egykori mesterét keresi fel, Goku pedig osztálytársával, Chi-Chi-vel találkozik. Gokunak ki kell fejlesztenie a Kamehameha technikáját, Roshinak pedig fel kell készülnie a Mahfuba átok alkalmazására Piccolo ellen.
Mai Chi-Chi alakját felvéve ellopja a meglévő három sárkánygömböt, így Piccolo kezébe kerül mindegyik. A csapat a Sárkány Templomba igyekszik, ahol épphogy meg tudják akadályozni, hogy Piccolo elmondja kívánságát. Goku a napfogyatkozás pillanatában átváltozik Oozaru-vá, Piccolo szolgájává, és a barátaira támad a gömbökért. Roshi közben a Mahfuba átokkal próbálja elpusztítani Piccolót, és mielőtt meghal, segít Gokunak visszaváltozni önmagává. Goku és Piccolo összecsapnak, és a fiú legyőzi Piccolót, miközben Yamcha és Bulma Mai-t pusztítja el.
Goku a hét sárkánygömb segítségével végül megidézi Shen Long sárkányt, és Roshi életét kéri tőle vissza. A csapat új feladata újra összeszedni az eltűnt gömböket.
A film zárójelenetében Piccolo ismét életben van...
|  | Itt a vége a cselekmény részletezésének! |

## Szereplők
| Szerep       | Színész        | Magyar hang        |
| ------------ | -------------- | ------------------ |
| Goku         | Justin Chatwin | Szabó Kimmel Tamás |
| Roshi mester | Chow Yun-fat   | Csankó Zoltán      |
| Yamcha       | Joon Park      | Szabó Máté         |
| Chi-Chi      | Jamie Chung    | Nemes Takách Kata  |
| Bulma        | Emmy Rossum    | Köves Dóra         |
| Lord Piccolo | James Marsters | Lengyel Ferenc     |
| Mai          | Eriko Tamura   | Agócs Judit        |

## Fogadtatás
Annak ellenére, hogy amerikai film, a Dragonball: Evolúciót Japánban és Hongkongban 2009. márciusban, Amerikában pedig egy hónappal később, április 10-én mutatták be.
Nyitó hétvégéjén az Egyesült Államokban a film 4 756 488 dolláros bevételével a nyolcadik helyett nyitott a mozibevételek listáján, a második hétvégén a 11. helyre esett vissza. Amerikai elért bevétele 9 362 785 dollár lett, nemzetközi bevétele pedig 48 134 914 dollár.
A film jelölést kapott a 2009-es Spike TV Scream Awardra a Legjobb képregényfilm kategóriában, de alulmaradt a Watchmen: Az őrzők című filmmel szemben.